# Ундервуд (группа)
«Ундервуд» — российская и украинская рок-группа, основанная в 1995 году в Симферополе. Активную творческую и концертную деятельность группа начала после переезда в Москву в 2000 г.

## История

### 1995—2000 годы
Максим Кучеренко и Владимир Ткаченко познакомились в Симферополе в Крымском мединституте. Солнечным мартовским днём 1993 года в буфете 3-го общежития их познакомил общий приятель, поэт и кинокритик Дмитрий Молчанов, бывший тогда ещё неуспевающим студентом-медиком, который дважды учился на одном и том же курсе, попадая в группы то к Кучеренко, то к Ткаченко.
Поначалу Владимира и Максима объединила любовь к кинематографу, а именно, к кинематографу Сергея Параджанова. Позже была найдена ещё одна точка соприкосновения — музыка, вернее, жанр популярной песни. Владимиру и Максиму нравились Том Уэйтс, The Doors, Вертинский, Вопли Видоплясова, Аквариум, АукцЫон. Помимо учебы в институте товарищи увлекались съемками любительского кино, поскольку начало 1990-х годов — это расцвет видео и свободного доступа ко всему. Оба тогда уже успели обзавестись 8- и 16-миллиметровыми кинокамерами и, чтобы перенести свой богатый внутренний мир на плёнку, снимали друзей-однокурсников в чёрно-белых целлулоидных эпосах.
Первая совместно исполненная песня — «Кокаинеточка» А. Вертинского. Максим пел, а Владимир играл на рояле. Первая песня, попавшая в репертуар будущей группы — «Город N», была написана Владимиром. Первая совместно написанная песня — «Нарцисс», творческая точка отсчёта дуэта. Один из первых совместных проектов — запись песен Вертинского. Впоследствии были написаны собственные песни и создан первый репертуар, который исполнялся на студенческих вечеринках и на набережных Алушты и Ялты. К В. Ткаченко и М. Кучеренко примкнули другие музыканты из числа студентов мединститута: Вячеслав Кисловский (барабаны), Евгений Чемоданов (гитара), Валерий Кестер (бас), Василий Игнатьев (всё остальное). Именно в этом составе группа и выступила впервые 8 декабря 1995 года в баре «Речной» на территории мединститута. Этот день считается днём рождения группы.
Состав сумел продержаться в неизменном состоянии до 1998 года. Три шумных концерта были проведены на крыше поликлиники мединститута, что вызвало скандал в институте и даже упоминание в местной прессе.
Название группы было придумано тоже в буфете. У Владимира и Максима к тому времени, помимо кинокамер, появились ещё и печатные машинки. По иронии судьбы у обоих была машинка «Москва». Но тогда как раз вышел фильм «Голый завтрак» и модный трёхтомник Довлатова, поэтому название «Ундервуд» посчитали совершенно уместным и естественным.
Музыканты начинают активно общаться с другими творческими движениями, в частности, с сайкобилли-группой Freno de pedales (Максим Бутенко «Моисей», Дмитрий Гладченко «Куби»), с творческим объединением «Левый Страус» (Елена Марущак, Дмитрий Лысюк, Евгений Яненко и др.) и группой «Чили-Бомберс» (Игорь Горин, Николай Гоманюк «Мамон»). Авторы «Ундервуда» стали публиковать поэтические тексты на страницах местной молодежной прессы и активно общались с поэтами Д. Молчановым и А. Поляковым, уже примкнувшими к знаменитому московскому объединению «Вавилон».
Зимой 1998 года музыканты записывают в Севастополе свой первый сборник песен и издают его, как магнитоальбом, под названием «Все пройдет, милая». Кассета ходит по рукам и даже продается. В этом «нулевом» архивном альбоме уже отслеживаются интуитивные творческие приёмы грядущего Ундервуда — поэтизм, мелодический экспрессионизм, исполнительская поляризация и следование традициям рутс-рока. В отличие от классического пост-советского рока группа не отвечала на поставленные жизнью вопросы, а, наоборот, запутывала слушателя еще больше, сталкивая с собственными переживаниями и эмоциями и акцентируя внимание на позитивной стороне мира.
Это был период первых песен, первых репетиций, первых концертов, первых записей и первых потерь. В 1998 году в результате неудачной операции на сердце умирает Вячеслав Кисловский. Это трагическое событие явилось точкой отсчета нового периода. Памяти Кисловского посвящена песня «Бумеранг» из альбома «Красная кнопка». Его место за барабанами занимает Викентий Дыро. Студенты Ткаченко и Кучеренко заканчивают вуз и отправляются работать в городские больницы, группа находится в разобранном состоянии. Максим трудится психиатром в севастопольской поликлинике, а Владимир — анестезиологом-реаниматологом в херсонской районной больнице водников.
Группа перестает существовать в привычном составе, отмечаясь на первом в своей жизни большом фестивале в Севастополе (фестиваль «Моторрок-98»). Но период «молчания» идет на пользу музыкантам и на свет появляются композиции, которые со временем войдут в первый номерной альбом и станут классикой репертуара («Всё что надо», «Парабеллум», «Следи за её левой рукой», «Гагарин, я Вас любила»). С 1995 по 2000 год Владимиром и Максимом было написано порядка 60 песен. Большинство из них совместного авторства.

### 2000-е годы
В апреле 2000 года Владимир Ткаченко берёт отпуск в больнице и с кассетами демо-альбома «Всё пройдёт, милая», записанного в 1998 году в Севастопольском матросском клубе, едет в Питер и Москву. Нанеся визиты во все ведущие лейблы страны, Ткаченко зашёл и в компанию «Снегири». Спустя неделю от продюсера лейбла Олега Нестерова поступило предложение о сотрудничестве. И 30 сентября 2000 года между группой «Ундервуд» и компанией «Снегири» был заключен долгосрочный договор. С этого момента группа начинает свою профессиональную музыкальную деятельность, навсегда оставив большую медицину. Со «Снегирями» группа сотрудничала порядка пяти лет, выпустив три студийных альбома (все записаны на студии «Правда продакшн».)
1. Всё пройдёт, милая (2002)
2. Красная кнопка (2003)
3. Бабло побеждает зло (2005)
Стратегия Олега Нестерова — сохранить аутентичное песенное содержание группы и создать альбом, исполненный романтики и особого «крымского настроения».
«Всё пройдёт, милая» — первый официальный альбом группы. Первые песни, записанные для альбома — «Пока я любил тебя» и «Гагарин, я Вас любила». В записи альбома участвовали как сессионные музыканты (А. Солич, Ю. Кистенёв, А. Кадлубович, С. Остроумов, С. Клевенский), так и участники группы Ундервуд (Д. Гладченко, А. Билялов). Все гитарные партии записал Максим Леонов. Сведение — В. Овчинников. Первый сингл «Гагарин, я вас любила» становится широкомасштабным хитом и визитной карточкой коллектива. На песни из альбома было снято три клипа («Гагарин, я Вас любила», «Всё что надо», «Парабеллум»), которые ротируются на MTV. Ротации на Нашем Радио песен «Следи за её левой рукой» и «Гагарин, я Вас любила». Ротации на радио Максимум песен «Гагарин, я Вас любила» и «Всё что надо». Песня «Пока я любил тебя» звучит в фильме «Даунхаус» (режиссёр Р. Качанов). Альбом получает положительные отзывы музыкальных критиков. Первый альбом группы «Всё пройдет, милая» входит в списки лучших альбомов года, вызывает восторг у критики, в частности, А. Троицкий называет группу «лучшим, что подарила Украина России после Гоголя».
По следам успешного первого альбома музыканты пишут второй альбом «Красная Кнопка». Отрепетирован и записан участниками «Ундервуда» (Ткаченко, Кучеренко, Леонов, Билялов). На бас-гитаре в этом альбоме играл Леонид Притула (Город 312). Бэк-вокалы и женский вокал — группа «Город 312» — Леонид Притула, Дмитрий Притула и Светлана Назаренко (Ая). Сведён альбом на студии Сергея Большакова. Режиссёр и мастер сведения — Олег Нестеров. В этом альбоме группа пошла по пути усложнения музыкального и поэтического языка. В силу некоторых эстетических разногласий с продюсером и негармоничного сведения альбом самой группой воспринимается как демо-материал. «Красная кнопка» о себе широко не заявляет: сказывается недостаточное саунд-продюсирование и синдром «второго альбома».
Саунд-продюсерами и аранжировщиками третьего альбома «Бабло побеждает зло» стали Владимир Джумков и Дэн Калашник. Третий альбом придает новое дыхание репертуару и формирует стилистические и жанровые пристрастия авторов: соц-арт направленность и афористичность, тяготение к мюзиклу (Ромео и Джульетта), приверженность гитарному риффовому року и постпанку (Человек с ноутбуком), романтизм и вечная островная тематика (Былиночка, Лето Alles, Два капитана). В песнях «Город женщин» и «Сегодня модно быть ди-джеем» соло на гитаре — Максим Леонов. Ротация на радио Максимум песни «Сегодня модно быть ди-джеем». Ротация песни «Бабло победит зло» на Нашем Радио. «Сегодня модно быть ди-джеем» звучит в фильме «Питер ФМ», а «Бабло победит зло» в фильме «Антидурь». Изменяя текст, песню «Гагарин, я вас любила» исполняет один из пожарных в фильме «Огонь», вышедшем в 2020 году, в том же фильме делается отсылка на песню «Ампутация». Съёмки клипа на песню «Бабло победит зло».
В 2006 году дороги «Ундервуда» и компании «Снегири» разошлись. Группа в очередной раз меняет состав. Место за барабанами занимает Владимир Бусель, на басу — Сергей Сокулер. В группу приходит гитарист Корней, эстетическое чутьё которого и разнообразные музыкальные таланты на долгие годы определяют стилистический вектор группы.
Этот момент совпадает со временем роста популярности группы в творческих столичных кругах. «Ундервуд» становится любим в театральной и кино-среде, а также в литературных сообществах. Музыканты общаются с «Несчастным Случаем», «Машиной Времени», «Би-2», театром «Квартет И», артистами телепроектов «Сomedy Club» и «ОСП-студия». Также завязываются тесные отношения с современными писателями и поэтами России и Украины. На волне своего вдохновения Кучеренко и Ткаченко изобретают еще одну творческую совместность, которая станет регулярной: дуэтная публикация собственной поэзии. В 2005 году выходит их общая книга «Звук и тишина».
С октября 2006 по апрель 2007 — репетиции и запись альбома «Опиум для народа» на «Мосфильме». «Опиум для народа» — четвёртый альбом группы. Барабаны — Владимир Бусель и Дэн Маринкин. Бас и гитары — Корней. Музыкальный дизайн и программирование — Олег Чубыкин. Режиссёр записи и сведения — В. Овчинников.
Ротации на Нашем Радио песен «Это судьба», «Рок-н-ролльный возраст Христа» и «Товары и услуги». Песня «Это судьба» доходит до вершины Чартовой Дюжины Нашего Радио. Песня «Товары и услуги» становится номинантом премии «Степной Волк». К тому же, Ундервуд получает премию из рук А. Троицкого как «Герои Интернета». В этом же году выходит вторая книга поэзии «Opera et studio» («Трудом и старанием»). С группой Би-2 записана совместная песня «Моя любовь». Группа участвует в фестивале «Чартова дюжина», «Степной волк», MySpace, Нашествие, Земля-Воздух и поэтическом фестивале «Киевские Лавры».
В 2008 году на студии «Винтаж-рекордс» группа приступила к записи альбома «Все, кого ты так сильно любил».
«Все, кого ты так сильно любил» — пятый альбом группы. Барабаны — Владимир Бусель и Дэн Маринкин, бас и гитары — Корней. Симфонические аранжировки — Илья Шипилов. Режиссёры записи и сведения — Борис Истомин, Владимир Овчинников, Андрей Старков, Игорь Павлов. Песня «Дитя моё» ротируется на Нашем Радио. Песня «Очень хочется в Советский Союз» была однозначно интерпретирована деятелями КПРФ, которые совместили аудиодорожку «Ундервуда» с видеодорожкой Алексея Терехова на песню «Огоньки» группы «Ляпис Трубецкой». В результате получился скандал, который имел не только политическую подоплёку, но и затронул тему эстетической правомерности таких компиляций и авторских прав. После презентации альбома «Все, кого ты так сильно любил» группу покинул басист Сергей Сокулер и на его место пришёл Андрей Гагауз.
2009 год — съёмки клипа «Очень хочется в Советский Союз». Режиссёр А. Вернер.
В период с 2008 по 2010 год Ундервуд принимает участие в трибьют-проектах — записывает песню «Стриптиз» Наутилуса, «Старый корабль» Машины Времени, «Вдоль по Питерской» для проекта «Соль» и «Всё могут короли» Аллы Пугачёвой в рамках проекта «Песни для Аллы».

### 2010-е годы
К 2010 году группа привлекает к сотрудничеству киевского саунд-продюсера Евгена Ступку («Океан Эльзы», Земфира, «Ночные Снайперы», Ёлка), с которым записывается шестой альбом «Бабл-гам» (релиз в апреле 2011). Запись проходила на студиях «Винтаж рекордс» и «Правда продакшн». Музыканты — Бусель, Гагауз, Корней, Ткаченко, Кучеренко. Саунд-продюсер — Евген Ступка, запись и сведение — Борис Истомин.
Интернет-презентация альбома прошла на телеканале «Дождь», клубная презентация — в «Б-2». Группа номинирована на премию «Чартова дюжина» в номинации «Альбом года».
13 декабря 2010 года «Ундервуд» широко отмечает своё 15-летие юбилейным концертом в клубе Milk с прекрасной когортой творческих друзей (Андрей Макаревич, Александр Градский, Нонна Гришаева, Алексей Кортнев, Ольга Субботина, Jukebox-трио).
При активном участии продюсеров Андрея Матвеева и Олега Бацких начинается производство клипов. Клип на песню «Молодые львы» (режиссёр Владилен Разгулин) был снят в двух версиях. С «Молодыми львами» «Ундервуд» участвует в съёмках заявочного ролика на право проведения Россией чемпионата мира по футболу-2018. Клип на песню «Ангелы и аэропланы» был снят в Кубинке совместно с пилотажной группой «Стрижи» режиссёром Рупертом Вэйнрайтом («Hystory» Майкл Джексон). Клип на песню «Платье в горошек» (режиссёр — Андрей Томашевский, оператор — Вартан Канцедал) сняли в марте 2012 года на трассе «Симферополь-Ялта». Приглашённая звезда клипа — Татьяна Друбич. Для съёмок используется старый троллейбус «Шкода». Роуд-муви «Йога и алкоголь» (режиссёр — Андрей Томашевский, оператор — Вартан Канцедал) снят по мотивам поездки и концерта в Гоа — в декабре 2010 года.
Декабрь 2012 года — «Ундервуд» принимает участие в «Рождественских встречах» Аллы Пугачёвой с песней «Это судьба».
Февраль 2013 года — начало работы над новым альбомом, получившим название «Женщины и дети». Запись инструментов происходила в Москве, в студии Игоря Матвиенко. Запись вокалов — в Киеве, в студии Евгена Ступки. Саунд-продюсер альбома — Евген Ступка, режиссёр записи и сведения — Борис Истомин. Музыканты — Бусель, Гагауз, Корней, Ткаченко, Кучеренко. Деньги на запись альбома группа собирает с помощью краудфандинга на портале Planeta.ru.
В конце апреля 2013 года в прокат выходит мультфильм «Возвращение Буратино», где звучат три песни «Ундервуда».
Летом 2013 года Ткаченко и Кучеренко получают Волошинскую литературную премию, а в октябре становятся членами Союза Российских Писателей.
В альбоме «Женщины и дети» музыканты снова экспериментируют со стилями корневого рока и снимают такие же экспериментальные видеоработы с Павлом Руминовым («Самая красивая девушка в мире») и Андреем Томашевским («Женщины и дети», в главной роли Сергей Бадюк) Презентация альбома состоялась 3 сентября 2013 года в Москве.
В декабре 2013 года «Ундервуд» выпускает сингл «Новогодний царь». Кроме того, группа поучаствовала в проекте «Нечётный воин-3», где исполнила песню «Зеркальный мир».
В 2014 году группу покидает Владимир Корниенко ради развития своего сольного творчества. На его место последовательно приходят С. Вишняков, В. Зарюта и В. Коляда.
В январе 2014 года группа снимается и поёт четыре песни в сериале Алёны Званцовой «Небесный суд-2».
Март — запись сингла «Тарас».
В конце апреля записывается сингл «За того парня» в рамках проекта Нашего Радио «Наша Победа».
В конце 2014 года в харьковском издательстве Folio выходит третья книга стихов Владимира Ткаченко и Максима Кучеренко «Пленные духи».
«Ундервуд» знакомится с продюсером компании «Навигатор» Алексеем Козиным. Знакомство постепенно перерастает в сотрудничество.
В 2015 году на «Навигаторе» выходит сборник лучших песен «Ундервуда» — «Избранное».
На дебютный интернет-сингл под названием «Крым» режиссёром Алексеем Бочениным был снят клип, который за неделю посмотрело более полумиллиона пользователей Youtube. Клип вызвал жаркие дискуссии в сети.
3 сентября 2015 года выходит восьмой альбом группы «Без Берегов» при участии саунд-продюсера Сергея Грачёва. Большая часть инструментов была записана в Киеве, партии баса и некоторых гитар — в Москве. Сведение и мастеринг — Борис Истомин. Для записи группа снова прибегла к помощи краудфандинга.
В ноябре 2015 года «Ундервуд» отправляется на зарубежные гастроли, дает концерты в Женеве и в Мюнхене.
8 декабря 2015 года группа празднует юбилей — 20 лет. В этот же день состоялся релиз видео на песню «Дети портвейна», написанную специально к 20-летию «Ундервуда». Видео смонтировано из архивных фото- и видеоматериалов группы, а сама песня не записана в студии: для клипа использована репетиционная запись.
18-19 февраля 2016 года проходят гастроли в Израиле (Тель-Авив и Хайфа).
28 марта 2016 года «Ундервуд» представляет три первых альбома — «Всё пройдёт, милая», «Красная кнопка» и «Бабло побеждает зло» — на виниле. Оформление пластинок остается оригинальным.
В сентябре 2016 года проходят съемки клипа на трек с альбома «Без берегов» — «Молчим и курим». Релиз состоялся 20 октября. В это же время трек попадает в ротацию Нашего радио.
29 сентября 2016 года на московском фестивале Comic Con Russia российское издательство BUBBLE представляет 5-й выпуск комикса «Зигги, космический хомяк». Главными героями комикса стали Максим Кучеренко и Владимир Ткаченко.
Осенью 2016 года «Ундервуд» записывает песню для документального сериала «Откройте, полиция!». Сериал с саундтреком группы стартует 4 октября на канале Москва 24. 14 октября того же года «Ундервуд» отправляется в тур по городам Сибири и Урала.
2 ноября 2016 года «Ундервуд» становится лауреатом независимой музыкальной премии «Золотая Горгулья» в номинации «ВИА». XVII Церемония вручения традиционно проходит в клубе «16 тонн».
9 декабря 2016 года выходит первая аудиокнига группы — «Другие голоса». Стихи Владимира Ткаченко и Максима Кучеренко звучат в исполнении друзей группы — актеров, музыкантов, теле- и радиоведущих.
8 апреля 2017 года солисты «Ундервуда» второй раз принимают участие в Тотальном диктанте — Максим Кучеренко и Владимир Ткаченко диктуют текст Леонида Юзефовича на площадке РГГУ. «Ундервуд» продолжает сотрудничество с «Фондом борьбы с лейкемией». 10 апреля Владимир Ткаченко и Максим Кучеренко выступают с Андреем Макаревичем — все деньги от продажи билетов направлены в помощь взрослым, больным лейкозом.
Группа записывает первую песню с готовящегося альбома — «Скарлетт Йоханссон едет в Херсон». Премьера трека состоялась 5 мая 2017 года на Нашем радио, песня продержалась в хит-параде «Чартова дюжина» 12 недель. 27 мая песня «Скарлетт Йоханссон едет в Херсон» звучит в программе «Вокруг смеха» на Первом канале. 19 августа «Ундервуд» выступает в передаче «Вокруг смеха» с песней «Лето Alles».
11 июля 2017 года группа приступает к съемкам клипа на песню «Скарлетт Йоханссон едет в Херсон». В главной роли снимается дочь Владимира Ткаченко, Соня. Релиз клипа состоялся 14 сентября, видео-работа попадает в тренды Youtube и добирается в топе до 1 места.
На концерте 1 сентября 2017 года в клубе «16 тонн» группа представляет нового гитариста — Максима Леонова, с которым «Ундервуд» записал альбомы «Все пройдет, милая» и «Красная кнопка».
8 декабря 2017 года в санкт-петербургском клубе «Космонавт» и 10 декабря в московском клубе «RED» Ундервуд отмечает свой 22-й день рождения и 15-летие своего дебютного альбома «Всё пройдёт, милая». На концертах впервые звучат все песни из этого альбома.
22 декабря 2017 года состоялся релиз нового сингла Ундервуда «Ракеты на Марс» и одновременно в эфире Нашего радио стартовало голосование за песню в хит-параде Чартова дюжина. 9 марта 2018 года, в день рождения Юрия Гагарина, песня возглавляет главный рок-хит-парад страны.
18 января 2018 года состоялась премьера клипа «Ракеты на Марс». Режиссёром совместной работы Ундервуда и Авиационного спортивного Клуба «РусДжет» становится Даниил Демидов, снявший клип «Скарлетт Йоханссон едет в Херсон».
27 января 2018 года в Новосибирске выбирают столицу Тотального диктанта 2018 года. Делегации городов, попавших в шорт-лист голосования, выступают перед жюри, в состав которого входят Максим Кучеренко и Владимир Ткаченко.
29 января 2018 года состоялась премьера клипа на гимн проекта «Лыжи мечты», в съемках которого принимают участие известные артисты и музыканты. Впервые в истории рок-команда написала гимн благотворительной программы. Основатели реабилитационного проекта «Лыжи мечты» — большие друзья группы Ундервуд, Сергей и Наталья Белоголовцевы.
12 апреля 2018 года Максим Кучеренко и Владимир Ткаченко принимают участие в благотворительном проекте «Большое весеннее путешествие», организованном Анатолием Белым при поддержке Московского Зоопарка. Музыкальный спектакль организован в поддержку детей — подопечных Благотворительного Фонда Константина Хабенского, фондов «Дети-бабочки», «Я есть!» и «Доктор Клоун». Участниками уникальной постановки вместе с солистами «Ундервуда» стали Елизавета Боярская, Максим Матвеев, Анатолий Белый, Егор Бероев, Алексей Кортнев, Алена Бабенко, Ирина Богушевская, Станислав Дужников и многие другие.
14 апреля 2018 года Владимир Ткаченко и Максим Кучеренко снова принимают участие в Тотальном Диктанте. На этот раз солисты Ундервуда выступают в роли диктаторов на площадке Московского городского педагогического университета — Институт гуманитарных наук и управления.
27 апреля 2018 года в санкт-петербургском клубе «Aurora» и 28 апреля в московском клубе «16 тонн» Ундервуд выступает с уникальной программой «#ундервыборы». Трек-лист концертов по заявкам составляют зрители путём голосования на сайте группы, которое длится в течение месяца.
12 мая 2018 года Ундервуд принимает участие в масштабном празднике на подмосковной авиабазе в Кубинке, посвященном 80-летию Центра показа авиационной техники.
20 мая 2018 года Ундервуд становится музыкальным гостем первой игры летней серии «Что? Где? Когда?» на Первом канале — команда исполняет песню «Молодые львы».
В июне 2018 года второй пластинке группы — «Красная кнопка», — исполняется 15 лет. Эту дату музыканты празднуют очередными оригинальными концертами в Москве и Санкт-Петербурге. На концертах исполняются все песни с альбома.
В рамках FIFA Fan Fest-2018 Ундервуд проводит выступления в фан-зонах Москвы (28 июня) и Сочи (3 июля).
С 5 по 14 июня 2018 года Владимир Ткаченко и Максим Кучеренко возглавляют экспедицию с Клубом путешествий Михаила Кожухова под парусами легендарного барка «Крузенштерн» и играют на его борту акустический концерт.
В июле 2018 года Максим Кучеренко и Владимир Ткаченко входят в состав жюри всероссийского конкурса молодых исполнителей «Высоцкий. Фест». Музыканты не только оценивают молодых авторов-исполнителей, но и выступают в качестве специального гостя на одном из отборочных концертов, в Новосибирске.
5 августа 2018 года «Ундервуд» в тринадцатый раз выходит на Главную сцену фестиваля НАШЕСТВИЕ.
9 сентября 2018 года группа традиционно приняла участие в праздновании Дня города Москвы — выступление прошло на Тверской.
20 ноября 2018 года «Ундервуд» представили свой новый сингл «Эпоха» — песню из будущего, 9-го студийного альбома команды. Премьера песни также состоялась в хит-параде Нашего радио «Чартова Дюжина».
4 декабря 2018 года «Ундервуд» запустили краудфандинговый проект по сбору средств на запись нового альбома на сайте Planeta.ru.
7 и 9 декабря 2018 года «Ундервуд» традиционно отметили свой День Рождения в санкт-петербургском клубе «Космонавт» и в московском клубе «RED». В программе были не только хиты и давно не исполнявшиеся композиции, но и две премьеры: впервые на концертах прозвучали песни «Эпоха» и ранее не исполнявшаяся «Собаки на заднем дворе», — трек, который также войдет в новый альбом группы.
К своему 23 дню рождения «Ундервуд» издали для поклонников группы фэнзин «История одной песни». Это мини-журнал, в который вошли как уже опубликованные, так и совсем новые истории создания некоторых треков коллектива.
20 декабря 2018 года Ундервуд представили клип на новый сингл «Эпоха». Съёмки проходили в театре «Гоголь-центр», в главной роли снялся заслуженный артист России Анатолий Белый. Режиссёром выступил Андрей Томашевский — автор экранизаций песен «Платье в горошек», «Йога и алкоголь», «Ангелы и аэропланы», «Женщины и дети».
2 февраля 2019 года Максим Кучеренко и Владимир Ткаченко уже традиционно становятся членами жюри выборов столицы Тотального диктанта. Победителем объявляется город Таллин.
Весной 2019 года начинается студийная работа над новым альбомом.
15 марта 2019 года Ундервуд представляет свой новый сингл «Собаки на заднем дворе» — композиция войдёт в 9-й студийный альбом группы. Премьера песни также состоялась в хит-параде Нашего радио «Чартова Дюжина».
13 апреля Ундервуд в четвёртый раз принимает участие в Тотальном Диктанте. Впервые Владимир Ткаченко и Максим Кучеренко диктуют в Санкт-Петербурге: площадкой становится Международный банковский институт.
В тот же день завершается краудфандинговый проект по сбору средств на новый альбом на платформе Планета.Ру.
В июле Ундервуд снова выступает на фестивале НАШЕСТВИЕ, на этот раз не только отыграв на Главной сцене, но и приняв участие в «поэтической ночи». На специальной площадке музыканты читают поэму, посвящённую артистам, выступавшим на фестивале, написанную в честь 20-летия НАШЕСТВИЯ.
15 июля Ундервуд объявляет название нового альбома — «Дети Портвейна», — в рамках необычного акустического концерта, который музыканты играют прямо в корзине воздушного шара.
В августе 2019 года, после 13 лет совместного творчества, группу покидает барабанщик Владимир Бусель.
20 сентября состоялся релиз девятого студийного альбома «Дети Портвейна» на всех цифровых площадках. Все 14 новых песен команда представляет на концертах-презентациях в Москве и Санкт-Петербурге.
В октябре группа представляет нового барабанщика: им становится Фёдор Попов, до этого сотрудничавший с Дмитрием Четверговым, Анной Пингиной, Найком Борзовым, группой «Ругер» и другими.
13 декабря 2019 года «Ундервуд» представляет новый клип. Видео на песню «Под острым углом» снимается при участии Авиационной группы Высшего пилотажа «Беркуты». Сам трек к моменту релиза клипа 13 недель находится в хит-параде НАШЕго Радио «Чартова Дюжина».

### 2020-е годы
Осенью 2021 года группа выпускает сингл и видеоклип «Далеко», посвятив его возвращению первого киноэкипажа с МКС, а в ноябре выходит сингл «Лавацца», на который в декабре был выпущен видеоклип.
11 ноября 2022 г. состоялся релиз десятого студийного альбома «За горизонтом». В этот же день песня «Грусть поэта», вошедшая в пластинку, стартовала в «Чартовой Дюжине».
В 2024 году вышел одиннадцатый студийный альбом «Проект О», состоящий из кавер-версий песен Булата Окуджавы. В записи альбома принял участие известный актёр Константин Хабенский, что даже было указано на обложке, хотя фактически дуэтом с ним были исполнены только три песни.

## Состав
- Владимир Ткаченко — вокал, гитары, клавиши, аккордеон, аранжировки, автор
- Максим Кучеренко — вокал, бэк-вокал, перкуссия, аккордеон, автор
- Корней — гитары, бас-гитары, клавиши, бэк-вокал, перкуссия, программинг (сессионный участник)
- Максим Леонов — гитара
- Евгений Ярын — бас-гитара
- Фёдор Попов — ударные

## Дискография

### Сборники
- Ундервуд. Избранное (25 июля 2015)
- Ундервуд. Избранное 2 — 2021

### Студийные альбомы
- Всё пройдёт, милая — 2002
- Красная кнопка — 2003
- Бабло побеждает зло — 2005
- Опиум для народа — 2007
- Все, кого ты так сильно любил — 2008
- Бабл-гам — 2011
- Женщины и дети — 2013
- Без берегов — 2015
- Дети Портвейна — 2019
- За горизонтом — 2022
- Проект О —2024

## Другие произведения

### Видеоклипы
1. Гагарин, я Вас любила! (режиссёр — Павел Руминов, оператор — Илья Овсенев 2001)
2. Парабеллум (режиссёр и оператор — Илья Овсенев 2001)
3. Всё, что надо (режиссёр — Павел Руминов 2002)
4. Бабло победит зло (2007)
5. Очень хочется в Советский Союз (режиссёры — Екатерина Михайлова, Андрей Вернер 2009)
6. Молодые львы (режиссёр Владилен Разгулин 2010)
7. Йога и алкоголь (2011)
8. Ангелы и аэропланы (продюсер — Руперт Вейнрайт 2011)
9. Платье в горошек (режиссёр — Андрей Томашевский 2012)
10. Самая красивая девушка в мире (режиссёр — Павел Руминов 2013)
11. Женщины и дети (режиссёр — Андрей Томашевский 2013)
12. Тарас (2014)
13. Крым (режиссёр — Алексей Боченин, оператор — Павел Беклемишев 2015)
14. Молчим и курим (режиссёр — Алексей Боченин 2016)
15. Скарлетт Йоханссон едет в Херсон (режиссёр — Даниил Демидов 2017)
16. Ракеты на Марс (режиссёр — Даниил Демидов, оператор — Кирилл Азаров 2018)
17. Лыжи мечты (2018)
18. Эпоха (режиссёр — Андрей Томашевский 2018)
19. Под острым углом (продюсер — Дмитрий Ланской 2019)
20. Батман-тандю (режиссёр — Алексей Боченин 2020)
21. Дети Портвейна (режиссёр — Алексей Боченин 2020)
22. Минеральные воды (режиссёр — Анна Колмакова 2021)
23. Далеко (2021)
24. Лавацца (режиссёр — Алексей Боченин 2021)
25. Не спойлер (режиссёр — Алексей Боченин 2024)

### Саундтрекик фильмам
Даун Хаус (2001):
- Пока я любил тебя (Всё пройдёт, милая)

ДМБ 4 (2001):
- Гагарин, я Вас любила! (Всё пройдёт, милая)

Молоды и счастливы (2004):
- Следи за её левой рукой (Всё пройдёт, милая)
- Ромео и Джульетта (Бабло побеждает зло)
- Машина динамо (Бабло побеждает зло)
- Ауфвидерзейн (Всё пройдёт, милая)

Слова и музыка (2004):
- Лёгкие деньги (Бабло побеждает зло)

Питер FM (2006):
- Сегодня модно быть ди-джеем (Бабло побеждает зло)

Антидурь (2007):
- Бабло победит зло (Бабло побеждает зло)

Маша и море (2007):
- Это судьба (Опиум для народа)

Откройте, Дед Мороз (2007):
- Вступительная песня Владимира Ткаченко, не вошедшая в альбомы группы

Московские сумерки (2012):
- Это судьба (Опиум для народа)
- До свидания (Опиум для народа)
- Ангелы и аэропланы (Бабл-гам)

Возвращение Буратино (2013):
- Песня Лисы и Кота
- Песня гламурных кукол
- Финальная песня

Небесный суд. Продолжение (2014)
- Лётчик (Женщины и дети)
- Самая красивая девушка в мире (Женщины и дети)
- Колыбельная для тех, кто украл (Женщины и дети)
- Не плачь (Женщины и дети)
- Америка (Женщины и дети)

До рассвета (2023):
- Чего ты ждёшь? (Без берегов)

### Книги стихов
В 2005 году к десятилетию группы издана книга ранее не публиковавшихся стихов «Звук и тишина».
В 2007 году был издана книга ранее не публиковавшихся стихов «Opera et Studio».
В 2014 году был издана третья книга стихов Владимира Ткаченко и Максима Кучеренко «Пленные духи».
В 2020 году была издана четвертая книга стихов «Двойная сплошная»

### Аудиокниги
- Другие голоса (9 декабря 2016) — поэзия Владимира Ткаченко и Максима Кучеренко в исполнении актёров, музыкантов, теле- и радиоведущих.

### Сотрудничество с другими исполнителями
- Группа «Би-2» участвовала в записи песни «Моя любовь».
- Группа записала песню «Всё могут короли», известную в исполнении А. Пугачёвой.
- Группа приняла участие в концерте-фестивале «Рождественские встречи» Аллы Пугачёвой, где исполнила песню «Это судьба».
- Группа записала песню «Машины времени» «Старый корабль» для альбома-трибьюта «Машинопись (альбом)».
- Максим Кучеренко спел песню «Самокат» группы «Пиджаки».
- Владимир Ткаченко написал часть стихов для альбома А. Кутикова «Демоны любви».
- В качестве приглашенных гостей принимали участие в спектакле Михаила Козырева и Алекса Дубаса «МКАД» в Калуге.